# Hydrornis phayrei
La pitta ornata o pitta orecchiuta (Hydrornis phayrei (Blyth, 1863)) è un uccello passeriforme della famiglia dei Pittidi.

## Etimologia
Il nome scientifico della specie, phayrei, è stato scelto in omaggio a Arthur Purves Phayre, ufficiale della British Indian Army e naturalista: il nome comune, invece, si riferisce alle penne allungate della zona temporale.

## Descrizione

### Dimensioni
Si tratta di uccelli lunghi una ventina di centimetri, coda compresa.

### Aspetto
Questi uccelli hanno un aspetto massiccio e paffuto, con ali e coda corte, grossa testa e becco allungato: nel complesso, la pitta ornata rassomiglia vagamente a una quaglia dalla testa di merlo.

La colorazione è nocciola su tutto il corpo, più scura su dorso, ali e coda rispetto a petto e ventre che appaiono di color ruggine, con le singole penne orlate di nero su fianchi e copritrici alari (che sono giallastre): la testa e la nuca sono nere, con l'eccezione delle guance, che appaiono giallo-grigiastre, e di una sorta di "sopracciglio" semierettile dello stesso colore (ma con penne orlate di nero), che dalla base del becco percorre la zona temporale giungendo fino alla base della nuca. Nella femmina manca il nero di testa e nuca, che sono brune alla stregua del dorso, mentre il "sopracciglio" è meno sviluppato rispetto al maschio: in generale, la sua colorazione è meno accesa, col petto anch'esso barrato di nero. In entrambi i sessi gli occhi sono bruni, il becco è nerastro e le zampe sono di color carnicino.

## Biologia

### Comportamento
Si tratta di uccelli diurni, solitari e molto territoriali all'infuori del periodo degli amori: essi passano la maggior parte della giornata alla ricerca di cibo nel sottobosco, muovendosi perlopiù al suolo dove passano quasi del tutto inosservati grazie alla livrea mimetica.

### Alimentazione
La pitta ornata si nutre principalmente di lombrichi, che rinviene fra le foglie morte o nel suolo umido grazie all'olfatto e alla vista: non disdegna inoltre di nutrirsi d'insetti e altri piccoli invertebrati, come chiocciole, ragni e millepiedi.

### Riproduzione
La riproduzione di questi uccelli non è stata finora descritta in natura, ma si ritiene tuttavia che non si differenzi significativamente dal pattern seguito dalle altre specie di pitte.

## Distribuzione e habitat
La pitta ornata occupa un areale piuttosto vasto, che va dal Bangladesh alla Cina meridionale, attraverso Myanmar e Thailandia; la si trova inoltre in Cambogia meridionale ed Annam. Il suo habitat d'elezione è rappresentato dalle aree di foresta pluviale primaria o secondaria con folto sottobosco.